# Flavarchaea barmah
Flavarchaea barmah är en spindelart som beskrevs av Rix 2006. Flavarchaea barmah ingår i släktet Flavarchaea och familjen Pararchaeidae. Inga underarter finns listade i Catalogue of Life.